# Старогорново
Старого́рново (рос. Старогорново, башк. Старогорн) — присілок у складі Благоварського району Башкортостану, Росія. Входить до складу Язиковської сільської ради.
Населення — 10 осіб (2010; 18 в 2002).
Національний склад:
- росіяни — 100 %